# Нирвана (песен)
Вижте пояснителната страница за други значения на нирвана.
„Нирвана“ е песен на Ина от петия и студиен албум със същото име. Песента е от 28 ноември 2017 г. На 28 ноември 2017 г. от Global Records е пусната за цифрово изтегляне.

## Музикален видеоклип
Музикалното видео е пуснато на официалния Ютюб канал на Ина на 28 ноември 2017 г. 